# Rwandština
Rwandština (Kinyarwanda nebo zkráceně Rwanda) je bantuský jazyk, úřední jazyk Rwandy, mluví se jím i v jižní Ugandě. Rwandština je vzájemně srozumitelná s kirundi, jenž je úředním jazykem Burundi, asi jako čeština a slovenština.
Rwandština je tónový jazyk.

## Abeceda
| A a | B b   | C c | Cy cy | D d | E e | F f   | G g   | H h   | I i |
| J j | Jy jy | K k | L l   | M m | N n | Nk nk | Nt nt | Ny ny | O o |
| P p | R r   | S s | Sh sh | T t | U u | V v   | W w   | Y y   | Z z |
| --- | ----- | --- | ----- | --- | --- | ----- | ----- | ----- | --- |

## Příklady

### Číslovky
| Rwandsky  | Česky |
| rimwe     | jeden |
| kabiri    | dva   |
| gatatu    | tři   |
| kane      | čtyři |
| gatanu    | pět   |
| gatandatu | šest  |
| karindwi  | sedm  |
| umunani   | osm   |
| icyenda   | devět |
| icumi     | deset |

## Základní fráze
| Základní fráze     | Základní fráze     |
| ------------------ | ------------------ |
| Yego               | Ano                |
| Oya                | Ne                 |
| Uvuga icyongereza? | Hovoříte anglicky? |
| Bite?              | Co se děje?        |
| Mwaramutse         | Ahoj/Dobré ráno    |
| Amata              | Mléko              |
| Ejo                | Včera              |
| Ejo hazaza         | Zítra              |
| Nzaza ejo          | Přijdu zítra       |
| Ubu                | Nyní               |
| Ubufaransa         | Francie            |
| Ubwongereza        | Anglie             |
| Amerika            | Amerika            |
| Ubudage            | Německo            |
| Ububirigi          | Belgie             |
| Uburayi            | Evropa             |
| Ikiboko            | Bič                |

## Vzorový text
Otče náš (modlitba Páně):
Data uri mw'ijuru,
Izina ryawe niryubahwe,
Ubwami bwawe ni buze.
Ibyo ushaka bibe aribyo bikorwa ku isi,
nk'uko bikorwa mw'ijuru.
Uduhe none ifunguro ridukwiye,
Utubabarire ibyo twagucumuyeho nk'uko natwe
tubabarira abaducumuyeho. Ntutureke ngo tugwe mu
byadushuka, ahubwo udukuze ikibi. Kuko ubwami
n'ubushobizi n'ikuzo ari ibyawe iteka ryose. Amina.